# ぼくらの時代 (1981年のテレビドラマ)
『ぼくらの時代』（ぼくらのじだい）は、1981年6月9日から1981年9月22日まで、TBS系列にて放映された学園ドラマ。
放送時間は毎週火曜日20:00～20:55。全16話。

## 概要・内容
東京都多摩地域のある所に所在する、創立して間もない都立高校が舞台。
主人公・森幸太郎は、四国の大学院を出たばかりの新米教師。2年I組担任に着任した。しかし、幸太郎は登校途中で荷物を忘れたことに気付き、初日から遅刻。さらに初めて担任を受け持つ緊張から激しい下痢に襲われる。生徒たちからは授業をボイコットされ始めたり、他の先生たちやPTAの母親たちからは担任を代われと言われたり、その滑り出しは散々なもの。そんな不安いっぱいの幸太郎だが、生徒たちの中で奮闘して成長し、やがてその中で生まれる友情などを描いていった。
なお本作は、TBSの緑山スタジオ・シティ竣工後初めて同所で制作されたドラマ（こけら落とし作品）でもある。

## キャスト
- 森幸太郎：国広富之
28歳、国語教師。陽気で楽天的な性格。最初上手くいっていなかった生徒たちとの仲も上手くなって行き、「ウマ」というニックネームをもらう。
- 浅間葉子：田中好子
22歳、英語教師。張り合う気持ちが強く教育熱心だが、ドジを踏み易い一面も。幸太郎に熱を上げるようになる。
- 川畑あずさ：あべ静江
26歳、幸太郎の下宿先の川畑家の長女。母が亡くなってから、残された家族の面倒を全て見ている。恋人が海外に居る。
- 川畑迪子：巽かおり
- 川畑啓一：仲田勇
- 平野邦彦：新井康弘
24歳、日本史教師。自分にも対外的にも全てに対し調子が良い。最初は教師になるつもりが無かったと言う。葉子に熱を上げている。
- 植山崇：谷啓
49歳、化学教師、教務主任。自分の意志で行動することが無く無気力だがお人好し。「生きた教育」と志は大きいが実が伴わない。
- 里木佐甫良
- 深井京四郎：石濱朗
42歳、数学教師。自分は進歩的であると自称。校内で何か問題が起こった時は、その場に居ないということが多い。
- 弘田きぬ：菅井きん
54歳、英語教師。独身。若手教師たちのことが気に入らないことが多く、特に葉子には辛く当たる。一方で生徒たちには女史と呼ばれ、受けが良い。
- 川畑啓：中条静夫
51歳、教頭。幸太郎の憧れの存在。しかし、四国から赴任後は妻と別れ、自分の教育心情も見えなくなって植山同様に無気力に陥る。
- 早瀬ルリ子：井上夏葉 - 数学教師
- 森恵美（幸太郎の妹）：土屋かおり
- 大迫：高松しげお
- 神田静雄：時任三郎

- 宣司：柳葉敏郎
- 拓郎：松村雄基
- 岡田順治：堀広道
- 新一：曾我泰久
- 歌衛門：久保田篤
- 長谷部徹
- 相沢佳子：中島めぐみ
- 柴谷英樹
- 荒井恵美子
- 山本博美
- 千鶴：菅照美
- 斎淑美
- 英子：伊藤美由紀

- 池田信子
- 正雄：加藤純平
- 雅子：福家美峰
- 工藤美稲子：大泉成子
- 茂木昌則
- 敏子：稲尾多香子
- 篠崎：川上伸之
- 和也：長原浩道
- 樋渡のりお
- 岩本佳津美
- 川村：最上太
- 細矢智恵子

- 天方保
- 市石真弓
- 杉野みゆき
- 後藤：三浦高幸
- 若林美智子
- 和泉京：池まり子
- 渋谷孝
- 弥生：絵沢萠子（第10話）
- 解子：河野みゆき（第11話）
- 新一の父：森塚敏（第16話）
- 西尾徳（第16話）
- その他：劇団いろは、エンゼルプロ

（出典：）

## スタッフ
- プロデューサー：飯島敏宏、阿部祐三
- 脚本：黒土三男、加藤盟、鹿水晶子
- 演出：山田高道、松本健、森田光則
- 演出補：赤羽博 ほか
- 制作担当：大谷弘
- 音楽：東京ビー・ジー・エム
- テーマ編曲：天野正道
- 選曲：山内直樹
- 音響効果：下城義行
- 技術：太田博
- カメラ：本木明博
- 照明：倉本輝彦
- 音声：河合由行

- カラー調整：星野正一
- VTR：森崎好
- 美術：石田道昭
- 美術制作：沢井義雄
- メイク：ユミ・ピュアクス
- 衣装：東京衣裳
- 大道具：大和創美
- 小道具：東京美工
- 持道具：京阪商会
- 植木：アサヒ植木
- 制作協力：東通
- 製作：木下プロダクション、TBS

## 主題歌
- 「キープ・オン・ダッシング」（歌：国広富之）
  - 作詞：菊池真美／作曲：西木栄二／編曲：藤田大士

## サブタイトル
| 話数 | 放送日       | サブタイトル     | 脚本             | 演出     |
| ---- | ------------ | ---------------- | ---------------- | -------- |
| 1    | 1981年6月9日 | 走れコータロー   | 黒土三男         | 山田高道 |
| 2    | 6月16日      | 二年愛組です     | 黒土三男         | 山田高道 |
| 3    | 6月23日      | 泣きたくなったら | 黒土三男         | 山田高道 |
| 4    | 6月30日      | いちばん美しい時 | 加藤盟           | 山田高道 |
| 5    | 7月7日       | 恋のアップルパイ | 鹿水晶子         | 松本健   |
| 6    | 7月14日      | 青春暑いです     | 黒土三男         | 森田光則 |
| 7    | 7月21日      | 歌うなら今だ!    | 加藤盟           | 山田高道 |
| 8    | 7月28日      | 盗まれた唇       | 鹿水晶子         | 松本健   |
| 9    | 8月4日       | 青春汗まみれ     | 黒土三男         | 森田光則 |
| 10   | 8月11日      | 母よ             | 黒土三男、加藤盟 | 山田高道 |
| 11   | 8月18日      | ぼくの憧れ       | 鹿水晶子         | 山田高道 |
| 12   | 8月25日      | 心に青空あれば   | 黒土三男         | 森田光則 |
| 13   | 9月1日       | 愛のげんこつ     | 黒土三男         | 森田光則 |
| 14   | 9月8日       | 教師やめます     | 黒土三男         | 山田高道 |
| 15   | 9月15日      | 君達の未来だ     | 黒土三男         | 森田光則 |
| 16   | 9月22日      | 走れ2年愛組      | 黒土三男         | 山田高道 |